# Schöntalspitze
Die Schöntalspitze (3002 m ü. A., nach anderen Angaben 3008 m ü. A.) ist ein Gipfel in den Stubaier Alpen in Tirol, der als Vorposten im Nordostgrat der Grubenwand aufragt. Gut einen Kilometer nördlich liegt der ungefähr gleich hohe Zischgeles, mit dem die Schöntalspitze ebenfalls durch einen Grat verbunden ist. Westlich des Gipfelaufbaus liegt mit dem Zischgelesferner ein kleinerer Gletscher, die Schöntalspitze selbst ist jedoch ein reiner Felsberg.
Der einfachste, markierte Anstieg führt von Süden vom Westfalenhaus über die Zischgenscharte (2917 m), die westlich unweit des Gipfels liegt. Der sehr kurze Anstieg von der Scharte zum Gipfel weist einige Kletterstellen auf, die allerdings versichert sind. Vom Westfalenhaus sind auf diesem Weg 2½ Stunden zu veranschlagen. Von Norden aus führt ein Weg von St. Sigmund durch das Gleirschtal und über den zum größten Teil abgeschmolzenen Zischgelesferner zur Scharte. Im Winter wird die Schöntalspitze als Skitour jedoch weitaus häufiger von Lüsens über das Schöntal und die Nordostflanke bestiegen.

## Literatur und Karte

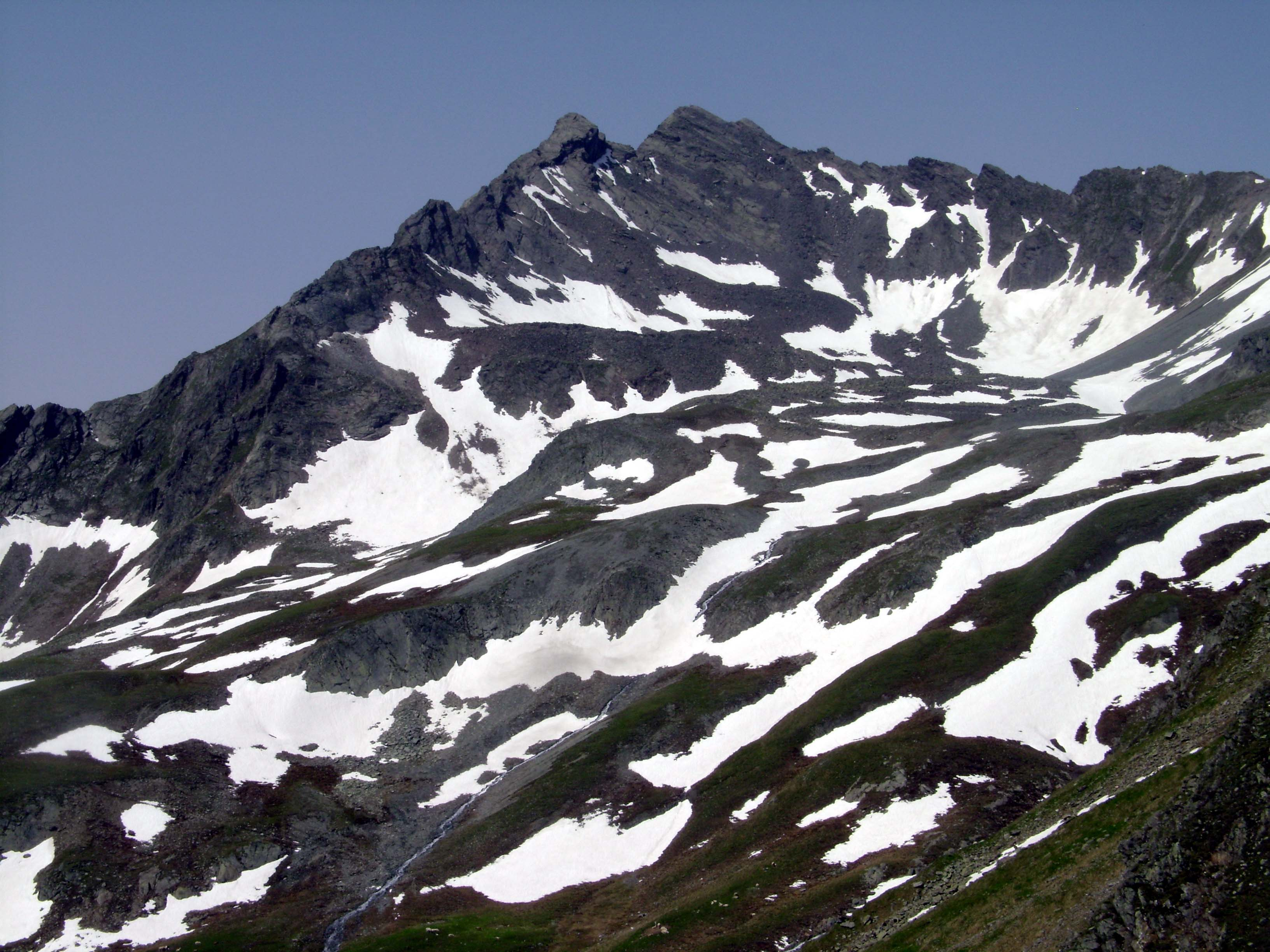
Die Schöntalspitze von Nordosten aus gesehen